# Vítor Bento
Vítor Augusto Brinquete Bento GOIH (Estremoz, 25 de junho de 1954) é um banqueiro português.

## Educação
Vítor Bento é Licenciado em Economia pelo Instituto Superior de Ciências Económicas e Financeiras da Universidade Técnica de Lisboa e Mestre em Filosofia pela Faculdade de Ciências Humanas da Universidade Católica Portuguesa em 2003.

## Atividade Profissional
Em 1980 foi admitido no Banco de Portugal como economista no Departamento de Estudos Económicos. Em 1985 assumiu o lugar de Diretor do Departamento de Estrangeiros e, mais tarde, de Administrador Executivo do Instituto Emissor de Macau (atual Autoridade Monetária), regressando ao banco central em 1989 como diretor adjunto do Departamento de Estrangeiros, tornando-se Diretor em 1993.
Entre 1989 e 1994 foi membro do Subcomité de Política Cambial do Comité de Governadores dos Bancos Centrais da Comunidade Europeia. Em 1994, entrou para o Ministério das Finanças, onde assumiu os cargos de Diretor-geral do Tesouro, Presidente da Junta do Crédito Público e membro do Comité Monetário Europeu.
Em 1996, fundou o IGCP (Instituto de Gestão do Crédito Público), tornando-se o seu primeiro Presidente. Em 2000 assume o cargo de Presidente do Conselho de Administração da SIBS – Sociedade Interbancária de Serviços SA, onde se mantém até Julho de 2014, quando entra para a presidência do Banco Espírito Santo. 
A 4 de Agosto de 2014 transitou para o cargo de Presidente do Conselho de Administração do Novo Banco, entidade que sucedeu ao BES.
Em 13 de setembro de 2014, anunciou a intenção de renunciar aos cargos desempenhados na administração da entidade, tendo sido substituído, a 17 de setembro, por Eduardo Stock da Cunha.
Durante este período, foi presidente da UNICRE, presidente da Associação para o Desenvolvimento Económico e Social (SEDES), entre Maio de 2006 e Abril de 2008, e Membro do Conselho de Administração da GALP Energia, de Abril de 2012 a Julho de 2014. Foi nomeado em Dezembro de 2009 pelo Presidente da República português, Aníbal Cavaco Silva, membro do Conselho de Estado. Renunciou ao mandato em Julho de 2014, mas voltou a ser nomeado por Cavaco Silva para o Conselho de Estado em Janeiro de 2015.
Vítor Bento é Professor Convidado da Faculdade de Ciências Económicas e Empresariais da Universidade Católica Portuguesa e da Faculdade de Economia da Universidade Nova de Lisboa.

## Reconhecimentos
A 28 de Junho de 2005 foi feito Grande-Oficial da Ordem do Infante D. Henrique.

## Publicações
Vítor Bento é autor de cinco livros:
- Os Estados Nacionais e a Economia Global (2004) Almedina[11]
- Perceber a Crise para Encontrar o Caminho (2009) Bnomics[12]
- O Nó Cego da Economia (2010) Bnomics[13]
- Economia, Moral e Política (2011) Fundação Francisco Manuel dos Santos[14]
- Euro forte, Euro fraco - Duas culturas, uma moeda. Um convívio (im)possível? (2013) Bnomics[15]